# آنتسینگ
آنتسینگ (به آلمانی: Anzing) یک شهر در آلمان است که در بایرن واقع شده‌است.

## خصوصیات
آنتسینگ ۱۶٫۱۹ کیلومترمربع مساحت دارد ۵۱۸٫۸۲ متر بالاتر از سطح دریا واقع شده‌است.